# Szirakamut
Szirakamut – wieś w Armenii, w prowincji Lorri. W 2011 roku liczyła 1821 mieszkańców.